# Timothy Radcliffe
Timothy Peter Joseph Radcliffe, O.P. (Londres, 22 de agosto de 1945) é um cardeal católico inglês e frade dominicano que serviu como Mestre-geral da Ordem dos Pregadores de 1992 a 2001. Ele é o único membro da Província Inglesa da ordem a ocupar esse cargo.
Radcliffe foi diretor do Instituto Las Casas de Oxford, que promove a justiça social e os direitos humanos.
Em 6 de outubro de 2024, a Santa Sé anunciou que Radcliffe seria um dos 21 homens que seriam empossados como cardeais da Igreja Católica no dia 7 de dezembro seguinte.

## Biografia

### Formação
Timothy Radcliffe nasceu em 22 de agosto de 1945 em Londres. Estudou na Worth Preparatory School em Sussex, na Downside School em Somerset e no St John's College de Oxford. Entrou para a Ordem Dominicana em 1965 e foi ordenado sacerdote em 1971.

### Carreira
Em meados da década de 1970, Radcliffe estava sediado na Capelania Católica de West London. Ele ensinou escrituras em Oxford e foi eleito provincial da Inglaterra em 1988. Em 1992, foi eleito Mestre da Ordem Dominicana, ocupando esse cargo até 2001. Durante seu mandato como mestre, Radcliffe serviu como grande chanceler ex-officio da Pontifícia Universidade de São Tomás de Aquino em Roma.
Em 2001, após o término de seu mandato como mestre, Radcliffe tirou um ano sabático. Em 2002, ele se tornou novamente um simples membro da comunidade dominicana de Oxford. Anteriormente, ele liderou o Instituto Las Casas, que lida com questões de ética, governança e justiça social em Blackfriars, Oxford. Ele agora prega e realiza palestras públicas internacionalmente.
Em 2015, Radcliffe foi nomeado consultor do Pontifício Conselho Justiça e Paz.
Embora não seja um tópico sobre o qual Radcliffe tenha escrito frequentemente em suas numerosas publicações, ele defendeu publicamente o ensinamento da Igreja Católica sobre o casamento entre pessoas do mesmo sexo:
A Igreja Católica não se opõe ao casamento gay. Ela o considera impossível... O casamento é fundado no fato glorioso da diferença sexual e sua fertilidade potencial. Sem isso, não haveria vida neste planeta, nem evolução, nem seres humanos, nem futuro. O casamento assume todos os tipos de formas, desde a aliança de clãs até a troca de noivas e o amor romântico moderno. Viemos a ver que ele implica o amor e a dignidade iguais do homem e da mulher. Mas em todos os lugares e sempre, ele permanece fundado na união na diferença do homem e da mulher. Por meio de cerimônias e sacramentos, isso recebe um significado mais profundo, que para os cristãos inclui a união de Deus e da humanidade em Cristo.
Em janeiro de 2023, o Papa Francisco nomeou Radcliffe para liderar um retiro preparatório de três dias para os participantes do sínodo sobre sinodalidade em outubro de 2023.
Em outubro de 2024, mais uma vez foi convidado a fazer as pregações no retiro pré-sinodal.
Durante o Angelus de 6 de outubro de 2024, Papa Francisco anunciou que o criaria cardeal no Consistório de 7 de dezembro de 2024. Recebeu o barrete vermelho, o anel cardinalício e o título de cardeal-diácono de Santíssimos Nomes de Jesus e Maria na Via Lata.

### Honras
Em 2003, Oxford concedeu a Radcliffe o título honorário de Doutor em Divindade.  O Chanceler, o Honorável Christopher Patten , encerrou a citação do prêmio com as seguintes palavras:
Apresento um homem que se destaca tanto pela eloquência quanto pela inteligência, um teólogo mestre que nunca desconsiderou as pessoas comuns, um homem prático que acredita que a religião e os ensinamentos da teologia devem ser constantemente aplicados à conduta da vida pública.
Radcliffe recebeu o Prêmio Michael Ramsey de 2007 para escrita teológica por seu livro Qual é o sentido de ser cristão?
Radcliffe também é patrono da Positive Faith, o principal ministério de Prevenção e Apoio à SIDA Católica, faz parte do Conselho de Abordagens Cristãs para a Defesa e Desarmamento, e é patrono da Embrace the Middle East.
Em 2024, a Liverpool Hope University concedeu um Doutorado Honorário a Radcliffe.

## Livros publicados
- Sing a New Song (2000)
- I Call You Friends (2001)
- Seven Words of the Lord (2004)